# Minna Beckmann-Tube

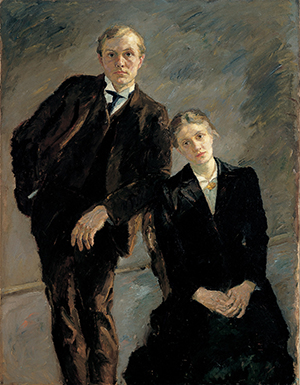
Max Beckmann: Doppelbildnis Max Beckmann und Minna Beckmann-Tube (1909), Kunstmuseum Moritzburg

Minna Beckmann-Tube (* 5. Juni 1881 in Metz, Deutsches Reich als Minna Frieda Helene Tube; † 30. Juli 1964 in Gauting) war eine Malerin und Opernsängerin.

## Leben

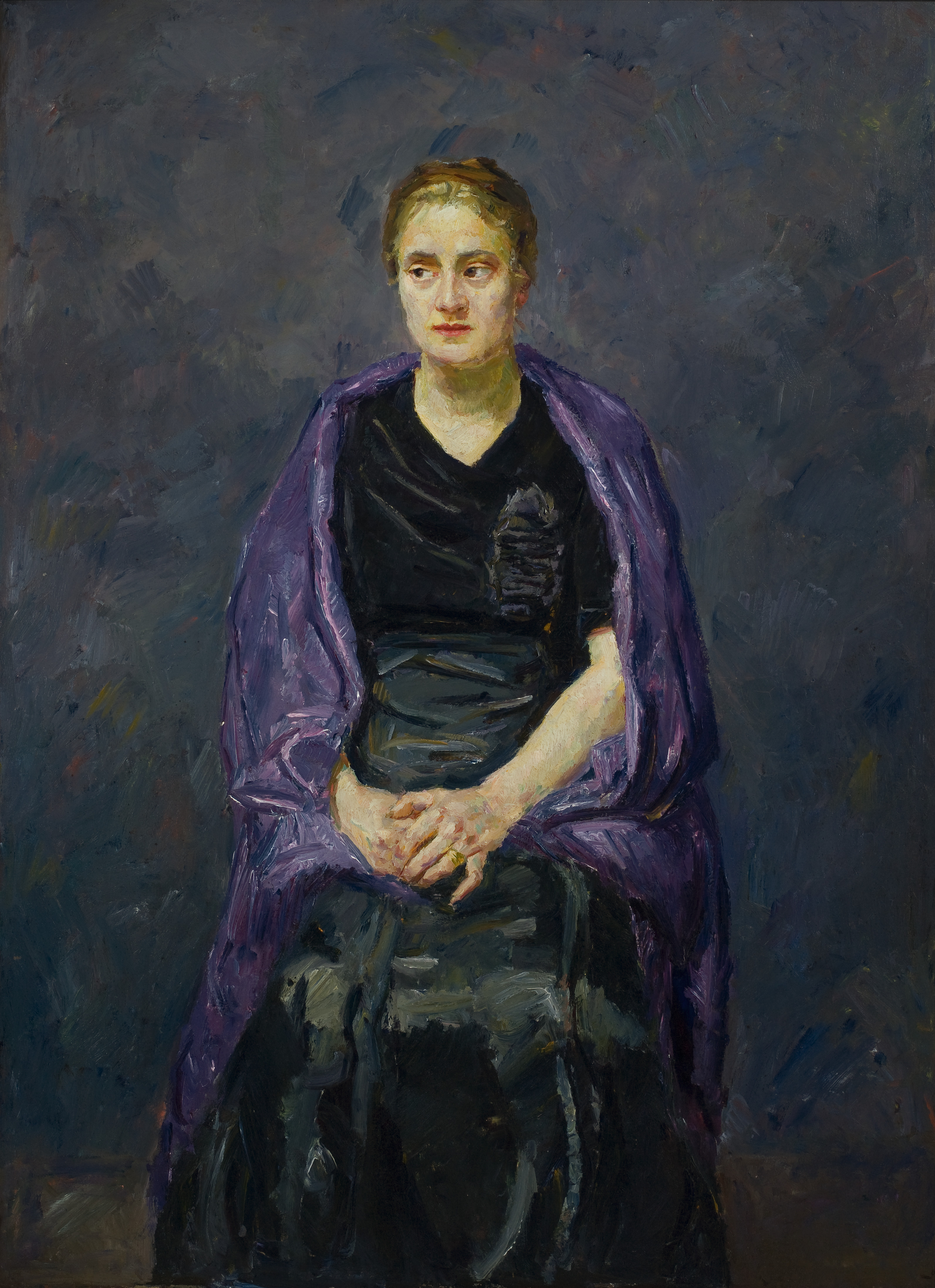
Max Beckmann: Portrait of Mink with Violet Shawl (1910), Saint Louis Art Museum

Minna Tube war die Tochter des protestantischen Militäroberpfarrers Paul Tube (1843–1889) und dessen Frau Ida, geb. Römpler (1843–1922). Bekannt wurde sie vor allem als erste Frau von Max Beckmann. Sie lernte ihn 1903 auf der Kunsthochschule in Weimar kennen, die sie als eine der ersten Frauen in der Kunst besuchte. Er nannte sie mit dem Kosenamen „Mink“. 1906 heiratete das Paar in Schöneberg, 1907 zog es in ein Haus in Hermsdorf, das Minna im Stil des Neuen Bauens mitsamt der Innengestaltung selbst entworfen hatte. 1908 wurde der Sohn Peter geboren. Auf Wunsch ihres Mannes gab Minna die Malerei auf und nahm stattdessen Gesangsunterricht. Ab 1912 trat sie öffentlich auf; von 1915 bis 1917 sang sie hochdramatische Gesangsrollen in Elberfeld, Dessau und Chemnitz. Ab 1918 bis 1925 war sie an der Oper in Graz engagiert, wo sie unter anderem die Brünnhilde, die Venus und die Freya in Wagner-Opern gab. Das Paar pendelte in dieser Zeit zwischen Berlin-Hermsdorf, Frankfurt am Main und Graz. Beckmann verließ Minna 1925, um Mathilde (Quappi) Kaulbach, die Tochter des Malers Friedrich August von Kaulbach zu heiraten. Nach ihrer Scheidung gab Minna das Singen auf, malte jedoch wieder und blieb Max Beckmann zeitlebens innig verbunden, wie der häufige Briefwechsel zwischen den beiden zeigt. Sie flüchtete 1945 vor der Roten Armee und den Bomben des Zweiten Weltkriegs nach Gauting bei München, wo sie 1951 die Max-Beckmann-Gesellschaft mitgründete. Sie starb dort im Jahr 1964.

## Werke
- Großmutter Tube und Enkel Peter, 1914, Öl auf Leinwand
- Selbstbildnis mit Sohn Peter, um 1915, Öl auf Leinwand
- Jünglingsporträt (Peter Beckmann), um 1923, Öl auf Holz
- Bildnis Peter Beckmann, 1933, Öl auf Leinwand
- Die Geschwister Vent, um 1935, Öl auf Leinwand
- Bildnis Maja Beckmann, 1950, Öl auf Pappe
- Bildnis Mayen Beckmann, 1954, Öl auf Leinwand

## Ausstellungskataloge
- Galerie Berlin: Zeit zu leben: Max Beckmann, Minna Tube, Bernhard Heisig. Berlin 1992
- Max Beckmann Archiv (Hg.): Minna Beckmann-Tube. München 1998
- Cornelia Wieg (Hg.): Max Beckmann seiner Liebsten: Ein Doppelporträt. Stuttgart 2005; ISBN 3-7757-1662-9